# Dasyhelea crassipilosa
Dasyhelea crassipilosa är en tvåvingeart som beskrevs av Tokunaga 1956. Dasyhelea crassipilosa ingår i släktet Dasyhelea och familjen svidknott. Inga underarter finns listade i Catalogue of Life.